# Eduardo García Birimisa
Eduardo Alonso García Birimisa es un abogado peruano. Fue ministro de Trabajo y Promoción del Empleo desde el 13 de diciembre de 2022 hasta el 12 de enero de 2023 durante el gobierno de la presidenta Dina Boluarte.

## Biografía
Obtuvo el título de abogado por la Pontificia Universidad Católica del Perú. Cuenta con un maestría en Derecho de Trabajo y Relaciones Laborales por la Universidad de Salamanca. Cuenta con un post título por la Universidad de Sevilla.

### Trayectoria
Se desempeñó como asesor del despacho ministerial del Ministerio de Trabajo y Promoción del Empleo.
Fue director general de Trabajo, director regional de Trabajo en Lima Metropolitana y jefe de la Oficina General de Asesoría Jurídica en el Ministerio de Trabajo y Promoción del Empleo.
Se desempeñó como jefe de Relaciones Laborales de la Pontificia Universidad Católica del Perú y abogado asociado sénior del área laboral en el estudio de abogados “Benites, Vargas y Ugaz Abogados”.

### Ministro de Estado
El 13 de diciembre de 2022, fue nombrado ministro de Trabajo y Promoción del Empleo en el gobierno de Dina Boluarte. El 12 de enero de 2023 presentó su renuncia.